# Aymon de Châtillon
Pour les articles homonymes, voir Aymon de Challant.
Aymon de Challant-Châtillon, également rencontré sous les formes Aymon de Châtillon ou Aymon de Challant, mort à Sion le 19 juillet 1323, est un ecclésiastique valdôtain, évêque de Sion (1308-1323), sous le nom Aymon III. Il appartient à la famille de Châtillon, une branche cadette de la famille de Challant.

## Biographie

### Origines
Aymon de Challant-Châtillon est le fils cadet de Godefroy de Challant († après 1295), seigneur de Châtillon et de Julienne de Grossi du Châtelard, fille de Jacques de Grossi seigneur de La Salle. Son père est traditionnellement considéré comme le fils de Boson IV de Challant mais selon Alessandro Barbero il serait plutôt le fils de l'un de ses deux frères ainés prédécédés Humbert ou Guy. Il est à l'origine de la famille des Châtillon, une branche cadette des Challant, vicomtes d'Aoste.

### Carrière ecclésiastique
Aymon de Challant est chanoine et archidiacre de la cathédrale d'Aoste de 1280 à 1299. Il est par la suite chanoine de la cathédrale Saint-Pierre de Moûtiers en Tarentaise en 1294, puis enfin chanoine de la cathédrale de Sion en 1299. Diacre du chapitre de la cathédrale de Sion en 1307, il est élu évêque du diocèse de Sion en 1308, après la mort de son cousin Boniface de Challant, frère d'Ébal de Challant, vicomte d'Aoste. De ce fait il devient Prince d'Empire, seigneur et prince de Sion, préfet et comte du Valais. Dès le 16 décembre 1308 il prête hommage mutuel au comte de Savoie pour les possessions de l'évêchés et du comte dans le diocèse de Sion.
Le 31 janvier 1311, Aymon est présent aux côtés de son frère Pierre († 1335), seigneur de Châtillon et de Boniface († 1350) le fils de ce dernier, qui accordent au bourg de Châtillon un « charte de liberté ». Le 17 juin 1310, il tient un synode diocésain dont il publie des statuts pour les chanoines du chapitre de la cathédrale de Sion en 1311. Le 20 décembre 1309, il menace d'excommunier le seigneur de Bex s'il ne restitue pas les biens d'église qu'il avait usurpés. Comme « Comte et Préfet du Valais » l'évêque Aymon combat avec succès les féodaux de l'Oberland bernois qui avaient envahi le Haut-Valais. Le 24 novembre 1319 il donne l'ordre aux notaires du Valais d'enregistrer à la chancellerie de Sion les actes qu'ils émettent.
Aymon de Châtillon meurt à Sion, le 19 juillet 1323. Aymon IV de la Tour dit de Châtillon lui succède.

### Articles externes
- Diocèse de Sion
- Histoire du Valais